# 스베인비외르든 스베인비외르든손

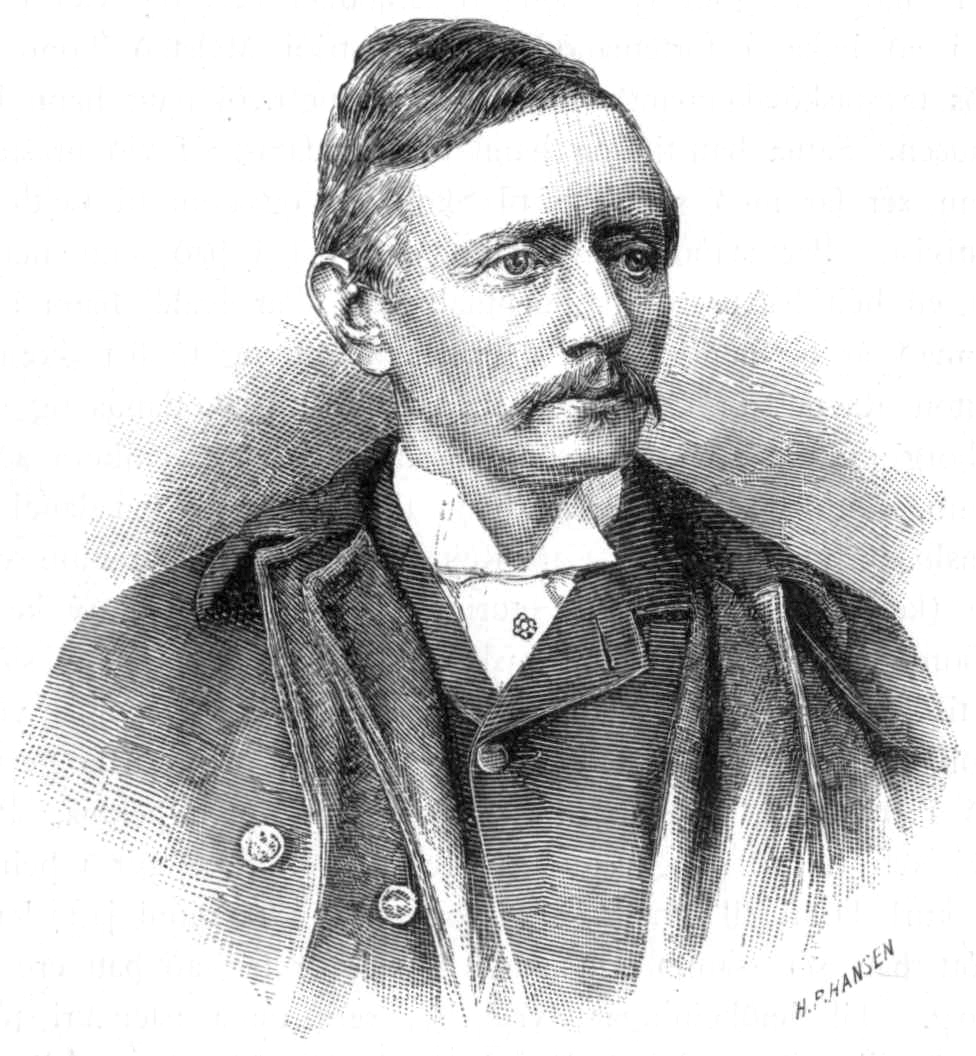
스베인비외르든 스베인비외르든손

스베인비외르든 스베인비외르든손(아이슬란드어: Sveinbjörn Sveinbjörnsson, 1847년 6월 28일 ~ 1927년 2월 23일)은 아이슬란드의 작곡가이다. 아이슬란드의 국가를 작곡한 것으로 알려져 있다.
독일 라이프치히에 유학하면서 당시의 다른 아이슬란드 음악가보다 높은 수준의 음악 교육을 받았다. 나중에 스코틀랜드 에든버러에서 살았다. 멘델스존 풍의 실내악곡 등을 많이 만들었다.